# Paratephritis xenia
Paratephritis xenia är en tvåvingeart som beskrevs av Erich Martin Hering 1938. Paratephritis xenia ingår i släktet Paratephritis och familjen borrflugor. Inga underarter finns listade i Catalogue of Life.